# Reign Over Me
(Tagline del film)
Reign Over Me è un film del 2007 scritto e diretto da Mike Binder. Il cast del film è composto da Adam Sandler, Don Cheadle, Jada Pinkett Smith, Liv Tyler, Donald Sutherland, Saffron Burrows e Binder stesso.
Uscito il 23 marzo 2007 e distribuito dalla Columbia Pictures, il film ottenne delle restrizioni e fu negata la visione ai minori di 17 anni se non accompagnati da un genitore.
Il titolo del film deriva dalla canzone degli Who Love, Reign o'er Me. Questa canzone appare sui titoli di coda, ma nella versione dei Pearl Jam, mentre nei trailer il pezzo era una versione degli Embrace.

## Trama
Dopo la morte della moglie e delle figlie in uno degli aerei kamikaze dell'11 settembre 2001, l'ex dentista Charlie Fineman ha perso ogni contatto con la realtà. Non fa altro che giocare con il videogioco Shadow of the Colossus, tutto il giorno, collezionare dischi e ristrutturare la cucina interminabilmente. I genitori della defunta moglie vorrebbero aiutarlo, ma lui rifiuta anche solo di parlare con loro.
Alan Johnson è un dentista con una bella moglie, due figlie devote e una buona reputazione sul lavoro. Tuttavia Alan sente che nella propria vita qualcosa non va, dato che si fa continuamente mettere i piedi in testa dai propri colleghi, dai propri genitori o dalla sua stessa famiglia.
Alan e Charlie erano compagni di stanza al college, e quando si incontrano casualmente dopo anni tornano a frequentarsi. Charlie fa rivivere ad Alan la vita del college, fatta di nottate passate a giocare ai videogame o a suonare. Alan dal canto suo vorrebbe far uscire l'amico dal suo stato di torpore, ma Charlie sembra rifiutare del tutto il concetto della "morte", al punto che quando Alan annuncia a Charlie la morte del proprio padre, l'uomo reagisce con totale indifferenza.
Alan riesce a procurare a Charlie alcuni appuntamenti con la dottoressa Angela Oakhurst, una psichiatra che lavora nello stesso edificio di Alan. Dopo diverse sedute inconcludenti Angela convince Charlie a parlare della propria famiglia. Tuttavia Charlie non si sfoga con lei, ma proprio con Alan che ascolta le commoventi confessioni dell'amico. Dopo una fase in cui la crisi personale di Charlie sembra destinata a spingere definitivamente l'uomo all'autodistruzione, fino al punto di cercare di provocare due agenti di polizia per farsi sparare (episodio cui consegue uno straziante confronto in tribunale con i genitori della scomparsa moglie, che vorrebbero ottenere l'internamento di Charlie), questi sembra ritrovare in sé e nelle persone che lo circondano risorse nuove per iniziare a ricostruirsi un futuro. Intanto l'amicizia tra i due uomini dà coraggio anche ad Alan per affrontare la vita di petto, a confrontarsi con le persone che gli stanno vicino e soprattutto con la moglie.

## Colonna sonora
La delicata ed intimistica colonna sonora originale scritta a sottile commento delle molte sottigliezze psicologiche che arricchiscono la trama del film è opera del compositore Rolfe Kent, noto per le sue sonorità orchestrali preziose e non invasive, ascoltate in altri noti film "intimistici" come A proposito di Schmidt o Sideways - In viaggio con Jack. La partitura è stata incisa su disco dall'etichetta specializzata americana Lakeshore Records. Questi i titoli dei brani che compongono il CD:
1. Learning What Has Happened to Charlie
2. Alan's Parents
3. Disturbed by Questions
4. Can He Come Out?
5. Coffee an Grand Central Station
6. The Loss of a Father
7. Remar's Scent
8. Alan recognises.../Breakfast Alone with the family
9. The Desire to Help
10. Taxi Stand-Off
11. Evaluation
12. There's Going to Be a Hearing/I Hated Kitchen Talk
13. Playing Collossus
14. So Broken
15. New Life
16. Alan Opens Up
17. Pictures in Court
18. Charlie's Theme
19. Remar's Theme
20. Alan and Charlie

Tuttavia nel film riveste grande rilevanza anche una serie di brani non originali di grandi gruppi degli anni '70 e '80, tra cui The River di Bruce Springsteen. Ma su tutte svetta la canzone che dà il titolo al film, Love, Reign o'er Me, scritta dal chitarrista Pete Townshend e cantata dal gruppo statunitense Pearl Jam. Il brano viene ossessivamente ascoltato in cuffia da Charlie, il protagonista, ogni volta che i ricordi della famiglia perduta irrompono dolorosi nella sua esistenza. La canzone viene presentata per esteso durante i titoli di coda della pellicola.

## Videogioco
Un altro strumento utilizzato da Charlie per evadere dalla realtà e per estraniarsi dal suo mondo interiore è il videogioco Shadow of the Colossus, in cui minacciosi giganti vengono combattuti dal giovane cavaliere solitario Wander, che ha lo scopo di sconfiggerli uno ad uno per tentare di restituire la vita alla sua giovane fidanzata Mono. Non è quindi casuale l'accostamento allegorico alla trama di questo film di quella alla base del celebre gioco.